# Ziordia
Ziordia en basque ou Ciordia en espagnol est une ville et une municipalité de la communauté forale de Navarre dans le Nord de l'Espagne et à 55 km de sa capitale, Pampelune.
Elle est située dans la zone bascophone de la province où la langue basque est coofficielle avec l'espagnol. Elle appartient a la Mancomunidad de Sakana et à la mérindade de Pampelune. Le secrétaire de mairie est aussi celui d'Urdiain.

## Division linguistique
En accord avec Loi forale 18/1986 du 15 décembre sur le basque, la Navarre est linguistiquement divisée en trois zones. Cette municipalité fait partie de la zone bascophone où l'utilisation du basque y est majoritaire. Le basque et le castillan sont utilisés dans l'administration publique, les médias, les manifestations culturelles et en éducation cependant l'usage courant du basque y est majoritaire et encouragé le plus souvent.

## Histoire
À l'époque de Jean II la ville prit une grande importance car on a créé la seigneurie de Ziorda.
Vers les années 1575 - 1576, la ville a dû faire face aux rumeurs sur des faits de sorcellerie.

## Économie
L'industrie moderne qui a commencé à se développer dans les années 1960, la proximité de pôles industriels comme Altsasu et Olazti-Olazagutía, ainsi que la route nationale de Vitoria-Gasteiz (Alava et capitale du gouvernement basque) toute proche ont favorisé le développement de cette municipalité.

## Démographie
| Évolution démographique                                 | Évolution démographique | Évolution démographique | Évolution démographique | Évolution démographique | Évolution démographique | Évolution démographique | Évolution démographique | Évolution démographique | Évolution démographique | Évolution démographique |
| 1996                                                    | 1998                    | 1999                    | 2000                    | 2001                    | 2002                    | 2003                    | 2004                    | 2005                    | 2006                    | 2007                    |
| ------------------------------------------------------- | ----------------------- | ----------------------- | ----------------------- | ----------------------- | ----------------------- | ----------------------- | ----------------------- | ----------------------- | ----------------------- | ----------------------- |
| 372                                                     | 373                     | 382                     | 368                     | 361                     | 364                     | 365                     | 369                     | 361                     | 351                     | 329                     |
| Sources: Ziordia et instituto de estadística de navarra |                         |                         |                         |                         |                         |                         |                         |                         |                         |                         |

## Patrimoine

### Patrimoine civil
- Tumulus préhistorique d'Apoeta à 3 km, au nord du village.

### Patrimoine religieux
- Église de l'assomption, réalisée en pierre et datant du XVIe – XVIIIe siècle.
- Ermitage de Nuestra Señora del Milagro, située au centre du village.

### Sources
- (es) Cet article est partiellement ou en totalité issu de l’article de Wikipédia en espagnol intitulé « Ciordia » (voir la liste des auteurs).